# Ruth Sager
Ruth Sager (Chicago,Illinois,7 de febrero de 1918 - Brookline, Massachusetts, 29 de marzo de 1997) fue una genetista estadounidense. Pionera en su época consiguiendo dos carreras científicas, una en genética citoplasmática y otra en expresión génica.

## Biografía
Ruth Sager se matriculó en la Universidad de Chicago, con 16 años, para estudiar artes liberales, música o literatura, aunque tras recibir lecciones por parte de Anton Julius Carlson cambió su especialización a biología. Inicialmente con la intención de asistir a la escuela de medicina, aunque después descubrió que disfrutaba más de las clases de ciencias.
En 1938 recibió su título universitario en Fisiología de Mamíferos  y luego, al decidir que preferiría la investigación a la práctica de la medicina, solicitó un máster en fisiología vegetal en la Universidad de Rutgers. En las décadas de 1950 y 1960 comenzó su carrera en el campo de la genética citoplasmática al descubrir la transmisión de rasgos genéticos a través del ADN del cloroplasto,el primer ejemplo conocido de genética que no involucra al núcleo celular. La herencia uniparental no mendeliana quedó demostrada y Ruth Sager se convirtió en pionera en la genética citoplasmática. No fue hasta después de la segunda ola del feminismo en la década de 1970 cuando la comunidad académica reconoció la importancia de su contribución.
Su segunda carrera científica comenzó a principios de la década de 1970 y fue en genética del cáncer de mama. Estudiando la genética y las causas moleculares del cáncer, propuso e investigó las funciones de los genes supresores de tumores utilizándolos para la lucha contra el cáncer. 
Además trabajó en el London´s Imperial Carcel Research y en 1975 se convirtió en la primera catedrática del Escuela de Medicina de Harvard liderando su Departamento de Microbiología y Genética Molecular.
Durante la Segunda Guerra Mundial, dejó la academia para trabajar como secretaria y agricultora de manzanas donde realizó una investigación  sobre el crecimiento de plántulas de tomate y obtuvo su máster en 1944. En 1948 recibió un doctorado en genética del maíz de la Universidad de Columbia por el trabajo realizado con Marcus Rhoades y Barbara McClintock.
Se convirtió en 1977 en miembro de la Academia Nacional de Ciencias  y de la Academia Estadounidense de Artes y Ciencias en 1979. Y en 1988, recibió la medalla Gilbert Morgan Smith de la Academia Nacional de Ciencias.
Publicó dos libros de texto clásicos:
- Cell Heredity (1961), coescrito por Francis Ryan y considerado por algunos como el primer libro de texto de biología molecular.

- Genes y orgánulos citoplasmáticos (1972).[14]

En 1997 murió de cáncer de vejiga en Brookline, Massachusetts.

## Investigaciones
En 1949  recibió una beca Merck del Consejo Nacional de Investigación y trabajó como becaria postdoctoral en el Instituto Rockefeller sobre el cloroplasto de 1949 a 1951 en el laboratorio de Sam Granick. Fue ascendida a un puesto de personal asistente en la división de bioquímica en 1951, trabajando hasta 1955, utilizando el alga Chlamydomonas reinhardtii como organismo modelo. Realizó experimentos de reproducción con algas, cruzando cepas que eran resistentes al agente inhibidor del cloroplasto estreptomicina con cepas que eran sensibles a la estreptomicina. A diferencia de lo que se esperaría si el rasgo se transmitiera siguiendo la herencia mendeliana tradicional, descubrió que la descendencia solo mostraba el rasgo de sensibilidad/resistencia a la estreptomicina de uno de sus padres. Esta investigación proporcionó evidencia de herencia uniparental no mendeliana; También demostró que existen múltiples sistemas genéticos independientes en Chlamydomonas. Encontró más evidencia cuando mapeo el rasgo de sensibilidad/resistencia a la estreptomicina y encontró un sistema de herencia estable y no cromosómico que, según propuso, pudo haber surgido antes que los cromosomas. Fue la primera persona en publicar un mapeo genético extenso de un orgánulo celular.
En 1955 se unió al departamento de zoología de la Universidad de Columbia como investigadora asociada con el apoyo de fondos del Servicio de Salud Pública de los Estados Unidos y la Fundación Nacional de Ciencias. Fue ascendida a investigadora asociada sénior a principios de la década de 1960, pero tuvo dificultades para obtener un puesto docente debido al escepticismo inicial en torno a la herencia citoplasmática por parte de la comunidad científica, así como a la discriminación de género. Aunque no fue hasta 1966,18 años después de recibir su doctorado, que el Hunter College la invitó a ser profesora de biología.
En la década de 1970 Ruth Sager cambió su enfoque de investigación hacia la biología del cáncer con un enfoque específico en el cáncer de mama, y pasó un tiempo investigando en el Laboratorio del Fondo Imperial de Investigación del Cáncer de Londres de 1972 a 1973. En 1975 se incorporó al Departamento de Microbiología y Genética Molecular de la Facultad de Medicina de Harvard como profesora de genética celular, donde trabajó como jefa de la División de Genética del Cáncer en el Instituto del Cáncer Dana-Farber, afiliado. Su investigación allí se centró en las causas genéticas y moleculares del cáncer, incluida la investigación de las funciones de los genes supresores de tumores, la metilación del ADN y la inestabilidad cromosómica en el crecimiento y la propagación de los tumores. Fue una de las primeras personas en enfatizar la importancia de tales genes. Identificó más de 100 posibles genes supresores de tumores y realizó una extensa investigación sobre un gen supresor de tumores específico llamado maspin ( inhibidor de la serina proteasa mamaria). Desarrolló métodos de cultivo celular para estudiar células humanas y de otros mamíferos normales y cancerosas en el laboratorio y fue pionera en la investigación de la "genética de la expresión", el estudio de la expresión genética alterada.

Durante más de medio siglo demostró visión, perspicacia y determinación para desarrollar conceptos científicos novedosos frente a dogmas establecidos. Su investigación pionera y sus ideas originales siguen contribuyendo a la biología.

Mary J.C. Hendrix, Mapsin, 2002

### Publicaciones destacadas
- Sager, Ruth; Ryan, Francis J. (1961). Cell Heredity. New York: Wiley.
- Sager, Ruth (1972). Cytoplasmic Genes and Organelles. Academic Press.

## Premios y reconocimientos
- En 1968 la Medalla Gilbert Morgan Smith

- En 1972 Beca Guggenheim[10]
- En 1977 Miembro electo de la Academia Nacional de Ciencias[10]
- En 1979 Miembro electo de la Academia Estadounidense de Artes y Ciencias[27]
- En 1985 Premio a Investigadora Destacada del Instituto Nacional del Cáncer[28]
- En 1988 Medalla Gilbert Morgan Smith de la Academia Nacional de Ciencias[29]
- En 1990 Premio Princesa Takamatso, profesora en Japón[28]
- En 1994 Alumna del año, Universidad de Chicago[28]